# ماتي كيس
ماتي كيس (بالمجرية: Kiss Máté)‏ هو لاعب كرة قدم مجري في مركز الوسط، ولد في 30 أبريل 1991 في جيور في المجر. شارك مع منتخب المجر تحت 19 سنة لكرة القدم ومنتخب المجر تحت 21 سنة لكرة القدم. أما مع النوادي، فقد لعب مع غيور تورنا أوزتالي.

## وصلات خارجية
- ماتي كيس على موقع قاعدة بيانات كرة القدم.إي يو (الإنجليزية)
- ماتي كيس على موقع Soccerway.com (الإنجليزية)